# Moses Griffith
Moses Griffith, né en 1724 et mort en 1785, est un médecin anglais.

## Biographie
Moses Griffith, fils d'Edward Griffith, né en 1724 à Lapidon dans le Shropshire, il étudie à Shrewsbury School. Il entre au St John's College en 1742, puis étudie la médecine à Leyde, où il a obtenu son  M.D. en 1744. Il pratique pendant de nombreuses années à Londres, mais en 1768 prend sa retraite à Colchester, où il meurt en mars 1785. Il est l'auteur de Practical Observations on the Cure of the Hectic and Slow Fevers, and the Pulmonary Consumption en 1776. On lui attribue l'invention du mélange de fer composé utile de la pharmacopée.